# Olly Cracknell

a Compétitions nationales et continentales officielles uniquement.

b Matchs officiels uniquement.
Dernière mise à jour le 29 décembre 2024.
Olly Cracknell, né le 26 mai 1994 à Leeds (Angleterre), est un joueur anglais et gallois de rugby à XV jouant aux postes de troisième ligne aile ou de troisième ligne centre aux Leicester Tigers.

## Biographie
Olly Cracknell naît Leeds mais est d'origine galloise par son grand-père. Durant sa jeunesse, il joue pour les Leeds Carnegie, les Border Bulldogs en Afrique du Sud, le RGC 1404 (en) et le Cardiff RFC au pays de Galles. Il arrive ensuite aux Ospreys à 20 ans,, et signe en parallèle pour le Bridgend RFC. Il est aussi international gallois des moins de 20 ans et participe au Championnat du monde junior 2014.
En 2017, il est sélectionné pour la première fois de sa carrière avec le pays de Galles pour le Tournoi des Six Nations mais n'obtient pas sa première sélection internationale.
En cours de saison 2021-2022, il s'engage avec effet immédiat aux London Irish. À la fin de la saison, il quitte le club pour les Leicester Tigers.

## Palmarès
- Leicester Tigers
  - Finaliste du Championnat d'Angleterre en 2025.